# أبو بكر العلمي
أبو بكر بن علي بن أبي حرمة بن عيسى العلمي عالم دين مغربي من القرن الرابع الهجري.

## نشأته
يُقَدًّر أنه كان يعيش ما بين النصف الأول والنصف الثاني من القرن الرابع الهجري، ولا تذكر المراجع تاريخا مضبوطا له ولا لسلفه. يعزي صاحب كتاب الحصن المتين الأمر للظروف السياسية على الخصوص ولحياة الزهد بقوله : «ولعله أن الأمر يرجع في ذلك إلي ظروف الإهمال التي تحتمها حالة العباد الزاهدين في الدنيا، في بعد عن الظهور تحت ضغط الرقابات التي تلتهم بعد دولتهم كما هو الشأن في كل من عاش الحياة الدولية ثم أبعد عنها».

## ذريته
خلف من الأولاد الذكور سبعة المعقبون منهم هم خمسة وهم:

### سليمان (مشيش)
اشتهر سليمان العلمي الإدريسي بلقب ``مشيش `` بالميم وقيل بالباء دفين قرية اغيل عليه حوش فوق القامة مطلى بالجير وبالقرب من الخلوة المحظورة مسجده ودار سكناه ولا يزال مسجده قائم البناء محفوظا للصلاة لا يصل إليه إلا من أراد العبادة والذكر في الخلوة وأما القرية المذكورة فقد أقفرت «منذ 52 سنة هجرية» (بحسب ما نقله صاحب كتاب الحصن المتين) وتفرق سكانها في القبائل المجاورة، وكان منهم الفقيه العلامة الشهير المعروف بالفقيه مرسو الذي توفي إثر احتلال الأسبان لجبل العلم بعد الحماية عشر ذي الحجة سنة 1346 هجرية موافق سنة 1927م ودفن بالقرب من ضريح عمه سيدي مشيش. ويوجد مدشر بو علقمة بالقرب من مدشر أغيل الخرب، وهم دور قليلة جدا.

### يونس بن أبي بكر
دفين بأعلى قرية الحصن في سفح جبل العلم من جهة القبلة، وعليه حوش من الحجارة دون طين في قليل من الأشجار.

### علي بن أبي بكر
دفين قرية ميزن، ويوجد ضريحه بالقرب من القرية المذكورة في وسط خلوة من الأشجار وعليه حوش من الحجارة دون طين، وتحيط به مقبرة لحفدته وبني عمه وغيرهم من سكان أهل القرية.

### أحمد بن أبي بكر
دفن على طرف الخلوة التي يوجد بها ضريح أبيه في الركن الأيمن لجهة القبلة عن يمين الصاعد إلى القرية وعليه حوش من الحجارة دون طين.

### محمد الملقب الملهى
وهو دفين أيضا إلى جانب ضريح أبيه، ولا يبعد عنه إلا بنحو 50 مترا وعليه حوش من الحجارة دون طين داخل الخلوة مطلى بالجير معروف عند أهل القرية وغيرهم من أهل القرى المجاورة لهم.